# Perla Krauze
Perla Krauze Kleimbort (Ciudad de México, 1953) es una artista plástica, escultora y pintora mexicana. 
Estudió Diseño Gráfico en la Escuela de Artes Plásticas de San Carlos de la UNAM, entre 1974 y 1977. Realiza un Diplomado en Textiles en Londres en el Goldsmiths College de 1979 a 1980. Regresa a Londres en 1992 para cursar sus estudios de Maestría en Artes Visuales, Pintura y Escultura en el Chelsea College of Art.
Trabaja con diversos materiales, y en múltiples técnicas mixtas, en pintura, escultura, instalación y video.
Ha recibido múltiples premios y becas, también ha realizado varias residencias artísticas, entre ellas en el Banff Center for the Arts en Banff, Canadá y el Art Institute de Santa Fe, Estados Unidos.
Su obra forma parte de la colección del Museo de Arte Moderno, Museo de Arte Contemporáneo de Oaxaca, Museo de Arte Carrillo Gil, Museo de la SHCP, Museo Nacional de la Estampa, Museo de la Cancillería, y Museo de Arte Contemporáneo de Scottsdale, Arizona, Estados Unidos.

## Obra
Según Paloma Porraz, la obra de Krauze tiene entre sus características principales, los materiales con que trabaja, puesto que, según la crítica, son un medio de creación metafórica. Algunos que se destacan en este ámbito son el plomo, la piedra, el broce, el aluminio, el yeso, la cera, el agua y los textiles.
"La obra plástica de Perla Krauze es en primera instancia una reconciliación visual poética entre el espíritu y la materia; solicita un detenerse introspectivo ante lo que nos rodea, un ejercicio de intimidad contemplativa, entrar en un estado de Ser “ensoñante” como el que puede vivir la inocencia infantil en su exploración y descubrimiento del mundo alrededor."

## Obras

### Exposiciones individuales
- Materia Lítica: Memoria/Procesos/Acumulaciones, Museo Amparo en Puebla, México.
- A Dark and Scandalous Rock Fall, Mexican Cultural Institute en Washington D. C. USA
- Huellas y Trayectos, Museo de Arte Moderno, 2010.[6][1]
- Recorridos, Galería Frontground/Manolo Rivero de Mérida, Yucatán, 2012.[6]
- Pino Suárez 30, Intervención y Memoria, Museo de la Ciudad de México, 2012.[6]
- José Alvarado 24 A / Guerrero 27 Norte, Museo de la Ciudad de Querétaro, 2012.[6][1]
- Dualidades, Instituto Sinaloense de Cultura, 2014.[6]
- Nonsite: El Pedregal revisitado, Museo Universitario de Ciencias y Artes, Universidad Nacional Autónoma de México, 2022.[7]

### Proyectos colectivos
- Colectiva, Galería Nina Menocal, 2011.[6]
- Bolso Negro. Colección de múltiples, en Casa Vecina, 2012.[6]
- Pai-sa-je. m. Artistas contemporáneos en el Museo de la Cancillería. Museo de la Cancillería, 2013.[2]
- Materia Sensible, Museo de Arte Carrillo Gil, 2013.[6]
- Dilation, Kuntshouse Santa Fe de San Miguel de Allende, Guanajuato, 2013.[6]
- Colectiva, Gabinetes de Curiosidades de Le Laboratoire, 2013.[6]